# Bawarih
Bawarih, auch al-Bawarih (arabisch البوارح, DMG al-Bawāriḥ; altägyptisch sebiu), ist die arabische Bezeichnung für die heißen Nordwinde, die Anfang des Sommers aufgrund ihres Auftretens als Wüstenstürme in Kuwait, Libyen sowie auf der Arabischen Halbinsel und in Ägypten für ein unangenehmes Klima sorgen. Gemäß der Almanache treffen die heißen Nordwinde zwischen dem 22. und 28. Baschans (28. Mai bis 3. Juni) ein und wehen anschließend für etwa 40 Tage bis Mitte Juli. 
Auf dem Naos der Dekaden ist das Wirken der feindlichen Winde in die 26. Dekade (8. bis 17. Juni) datiert:

„Der große Gott am Uranfang...ist der, der die feindlichen Winde am Himmel entstehen lässt am Abend und der die Krankheiten in die Augen setzt. Er ist der, der die Rebellen vertreibt von den beiden Barken des Re, wenn die Abendbarke im feindlichen Wind kommt und er ist der, der den Weg bereitet für die Morgenbarke.“

Die genannten Augenkrankheiten traten insbesondere mit dem Eintreffen der heißen Nordwinde auf. Aus dem Tagewählkalender geht hervor, dass die Nordwinde allgemein während des Zeitraums Ende April bis Mitte Juli wehen. Die Datumsangaben auf dem Naos der Dekaden entsprechen in etwa den zeitlichen Ansetzungen in den Almanachen.